# Phil Niekro
Philip Henry Niekro (Blaine, Ohio, 1 de abril de 1939-Flowery Branch, Georgia, 26 de diciembre de 2020) fue un pitcher en las Ligas Mayores de Béisbol. Fue exaltado al Salón de la Fama del Béisbol en 1997.

## Carrera deportiva
Niekro asistió la ´Preparatoria Bridgeport en Bridgeport, Ohio, y fue amigo de la niñez del baloncestista de la NBAJohn Havlicek. Phil y su hermano Joe aprendieron el lanzamiento de nudillos (Knuckleball) de su padre Joe Niekro Sr. en el patio de su casa cuando eran niños. 
Con 318 victorias en su carrera, Niekro es el nudillero más ganador de todos los tiempos y actualmente se encuentra en el lugar decimosexto en la lista de victorias de todos los tiempos. También ganó el Guante de Oro cinco veces. Junto con su hermano Joe, los hermanos Niekro son la combinación de hermanos más ganadora de todos los tiempos con 539 victorias entre los dos. Las 121 victorias después de los cuarenta años es un récord de MLB y su longevidad es atribuida al lanzamiento de nudillos, que, aunque es difícil de controlar el lanzamiento, es un movimiento sencillo para el brazo y difícil de batear.